# Kuba na Letních olympijských hrách 1996
Kubu na Letních olympijských hrách 1996 v Atlantě reprezentovalo 164 sportovců, z toho 111 mužů a 53 žen. Nejmladším účastníkem byl Mario González (16 let, 360 dní), nejstarším pak Roberto Ojeda (50 let, 137 dní).

## Medailisté
| Medaile | Jméno                                     | Sport    | Disciplína                       |
| ------- | ----------------------------------------- | -------- | -------------------------------- |
| Zlato   | Héctor Vinent                             | box      | Muži velterová váha do 63,5 kg   |
| Zlato   | Félix Savón                               | box      | Muži váha těžká do 91 kg         |
| Zlato   | Maikro Romero                             | box      | Muži váha muší do 51 kg          |
| Zlato   | Ariel Hernández                           | box      | Muži váha střední do 75 kg       |
| Zlato   | Driulis Gonzálezová                       | judo     | Ženy lehká do 56 kg              |
| Zlato   | Pablo Lara                                | vzpírání | Muži do 76 kg                    |
| Zlato   | Filiberto Azcuy                           | zápas    | Muži řecko-římský - do 74 kg     |
| Zlato   | Družstvo mužů                             | Baseball | Turnaj mužů                      |
| Zlato   | Družstvo žen                              | Volejbal | Turnaj žen                       |
| Stříbro | Ana Fidelia Quirotová                     | atletika | Ženy běh na 800 m                |
| Stříbro | Arnaldo Mesa                              | box      | Muži váha bantamová do 56 kg     |
| Stříbro | Juan Hernández Sierra                     | box      | Muži váha lehká střední do 67 kg |
| Stříbro | Alfredo Duvergel                          | box      | Muži váha lehkotěžká do 71 kg    |
| Stříbro | Estela Rodríguezová                       | judo     | Ženy těžká nad 72 kg             |
| Stříbro | Iván Trevejo                              | šerm     | Muži kord - jednotlivci          |
| Stříbro | Rodolfo Falcon                            | plavání  | Muži 100 m znak                  |
| Stříbro | Juan Marén                                | zápas    | Muži řecko-římský - do 62 kg     |
| Bronz   | Yoelbi Quesada                            | atletika | Muži trojskok                    |
| Bronz   | Legna Verdeciaová                         | judo     | Ženy pololehká do 52 kg          |
| Bronz   | Amarilis Savónová                         | judo     | Ženy superlehká do 48 kg         |
| Bronz   | Diadenis Lunaová                          | judo     | Ženy polotěžká do 72 kg          |
| Bronz   | Israel Hernández                          | judo     | Muži pololehká do 66 kg          |
| Bronz   | Neisser Bent                              | plavání  | Muži 100 m znak                  |
| Bronz   | Rolando Tucker Elvis Gregory Oscar García | šerm     | Muži fleret - družstvo           |
| Bronz   | Alexis Vila                               | zápas    | Muži volný styl - do 48 kg       |